# Дуброво (Кардымовский район)
Дуброво — деревня в Кардымовском районе Смоленской области России. Входит в состав Первомайского сельского поселения. Население — 3 жителя (2007 год).
Расположена в центральной части области в 12 км к юго-востоку от Кардымова, в 9 км южнее автодороги Р134 «Старая Смоленская дорога» Смоленск — Дорогобуж — Вязьма — Зубцов. В 13 км северо-западнее деревни расположена железнодорожная станция Кардымово на линии Москва — Минск.

## История
В годы Великой Отечественной войны деревня была оккупирована гитлеровскими войсками в августе 1941 года, освобождена в сентябре 1943 года..

## Население
По сведениям смоленских СМИ и издания «Русский репортёр» в 2018 году численность населения в деревне сократилась до 1 человека.